# Серебряный журавль
Серебряный журавль (лит. Sidabrinė gervė) — приз литовской киноиндустрии в различных номинациях, среди которых — «лучший актёр», «лучший режиссёр» и «лучший фильм». С 2020 года приз предоставляется ассоциацией AVAKA (лит. Audiovizualinių kūrinių autorių teisių asociacija), до 2018 года вручался Литовской академией кино (LIKA).
Автор идеи награды и организатор первых церемоний — продюсер Роландас Скайсгирис. Автор статуэтки — Аудрюс Ляундаскас (лит.  Audrius Liaudanskas). Призы присуждались с 2008 года. В 2019 году из-за банкротства Литовской академии кино награждение не проводилось.

## Церемония 2008
- Лучший фильм: «Коллекционерша», Кристина Буожите
- Лучший короткометражный фильм: «Нерутина», Юрате Самулионите
- Лучший документальный фильм: «Колокол», Аудрюс Стонис
- Лучший мультфильм: «Пасхальное утро», Юрате Лейкайте
- Лучший телевизионный фильм: «Непрошенная любовь», Альвидас Шляпикас
- Лучший оператор: Аудрюс Кемежис («Колокол», «Когда я был партизаном», «Пярлас», «Год лошади»)
- Лучший художник: Галюс Кличюс («Заклинание греха»)
- Лучший сценарий: Альвидас Шляпикас («Непрошенная любовь»)
- Лучший режиссёр: Аудрюс Стонис («Колокол»)
- Лучшая женская роль второго плана: Даля Михелявичюте («Потери»)
- Лучшая мужская роль второго плана: Ремигиюс Сабулис («Заклинание греха»)
- Лучший актёр: Марюс Ямпольскис («Коллекционерша», «Когда я был партизаном», «Женщины лгут лучше»)
- Лучшая актриса: Раса Самуолите и Неле Савиченко («Заклинание греха»)
- Лучший звук: Викторас Юзонис («Колокол»)

### Особый приз
Три награды «Золотой журавль» (лит. Auksinė gervė) за вклад в развитие кинематографа Литвы
- Донатас Банионис (актёр)
- Марионас Гедрис (режиссёр)
- Йонас Грицюс (оператор)

## Церемония 2009
- Лучший фильм: «Близко к свету», Игнас Мишкинис
- Лучший документальный фильм: «Небесная тень», Ромас Лилейкис
- Лучший короткометражный фильм: «Балкон», Гедре Бейнорюте
- Лучший телевизионный фильм: «Бар», Гедре Жичките
- Лучший мультфильм: «Детский дневник», Антанас Скучас
- Лучший режиссёр: Дональнас Ульвидас, Линас Аугутис, Марек Скробецки, Раса Мишкините («Дрессировщик жуков»)
- Лучший актёр: Дайнюс Гавенонис («Perpetuum Mobile» и «Близко к свету»)
- Лучшая актриса: Оксана Борбат («Яма — одна история жизни»)
- Лучшая мужская роль второго плана: Владимир Ефремов («Яма — одна история жизни»)
- Лучшая женская роль второго плана: Юрате Онайтите («Яма — одна история жизни»)
- Лучший сценарий: Линас Аугутис, Дональнас Ульвидас, Йонас Банис («Дрессировщик жуков»)
- Лучший оператор: Владас Науджюс («Perpetuum Mobile», «Волк»)
- Лучший композитор: Линас Римша («Дрессировщик жуков»)
- Лучшая студенческая работа: «Самоубийца» (Миндаугас Сруогюс)
- Лучшая работа профессионального мастерства: Раса Мишкините как лучший продюсер («Дрессировщик жуков»)

### Особый приз
«Золотой журавль» за вклад в развитие кинематографа Литвы
- Эугения Плешките (актриса)

## Церемония 2010
- Лучший фильм: «Евразиец», Бартас Шарунас
- Лучший документальный фильм: «Река», Юлия Груодене, Римантас Груодис
- Лучший короткометражный фильм: «Я тебя знаю», Довиле Шарутите
- Лучший мультфильм: «Тюль», Дарюс Ярушявичюс, Ина Шилина
- Лучший режиссёр: Бартас Шарунас («Евразиец»)
- Лучший актёр: Рамунас Рудокас, Кястутис Якштас («Зеро 2»)
- Лучшая актриса: Клавдия Коршунова («Евразиец»)
- Лучший композитор: Happyendless («Зеро 2»)

### Особый приз
«Золотой журавль» за вклад в развитие кинематографа Литвы
- Арунас Жебрюнас (режиссёр)

## Церемония 2011
- Лучший фильм: «Когда обниму тебя», Кристийонас Вильджюнас
- Лучший режиссёр: Кристийонас Вильджюнас («Когда обниму тебя»)
- Лучший сценарий: «Когда обниму тебя»
- Лучший актёр: Андрюс Бялобжескис («Когда обниму тебя»)
- Лучшая актриса: Эльжбета Латенайте («Когда обниму тебя»)
- Лучший композитор: Кипрас Машанаускас («Так определила Лайма»)

## Церемония 2012
- Лучший фильм: «Крепость спящих бабочек», Альгимантас Пуйпа
- Лучший режиссёр: Альгимантас Пуйпа («Крепость спящих бабочек»)
- Лучший актёр: Марюс Репшис («Десять причин»)
- Лучшая актриса: Янина Лапинскайте («Крепость спящих бабочек»)
- Лучший композитор: Кипрас Машанаускас («Горячее сердце»)

## Церемония 2013
- Лучший фильм: «Исчезающие волны», Кристина Буожите
- Лучший режиссёр: Кристина Буожите («Исчезающие волны»)
- Лучший сценарий: Кристина Буожите, Бруно Сампер («Исчезающие волны»)
- Лучший актёр: Марюс Ямпольскис («Исчезающие волны»)
- Лучшая актриса: Юрга Ютайте («Исчезающие волны»)
- Лучший композитор: Петер фон Пёль («Исчезающие волны»)

## Церемония 2014
- Лучший фильм: «Игрок», Игнас Йонинас
- Лучший режиссёр: Игнас Йонинас («Игрок»)
- Лучший сценарий: Пранас Моркус («Экскурсантка»)
- Лучший актёр: Витаутас Канюшонис («Игрок»)
- Лучшая актриса: Анастасия Марченкайте («Экскурсантка»)
- Лучший композитор: Паулюс Килбаускас и Домас Струпинскас («Игрок»)

## Церемония 2015
- Лучший фильм: «Лето Сангайле», Аланте Каваите
- Лучший режиссёр: Гиедре Жиските («Мастер и Татьяна»)
- Лучший актёр: Валентинас Масальскис («Дебошир»)
- Лучшая актриса: Юлия Степонайтите («Лето Сангайле»)
- Лучший композитор: Гедрюс Пускунигис («Врата ягнёнка»)

## Церемония 2016
- Лучший фильм: «Покой нам только снится», Шарунас Бартас
- Лучший режиссёр: Шарунас Бартас («Покой нам только снится»)
- Лучший актёр/актриса: Юозас Будрайтис («Сад Эдема»)
- Лучший композитор: Эдгарс Рубенис («Смена королей»)

## Церемония 2017
- Лучший фильм: «Святой», Андрюс Блажявичюс
- Лучший режиссёр: Андрюс Блажявичюс («Святой»)
- Лучший сценарий: Андрюс Блажявичюс, Мария Кавтарадзе, Текле Кавтарадзе («Святой»)
- Лучший актёр: Марюс Репшис («Святой»)
- Лучшая актриса: Габия Яраминайте («Вместе навсегда»)
- Лучший композитор: Денисас Зуевас, Эгле Сирвидите и Юрга Шедуйките («Маски»)

## Церемония 2018
- Лучший фильм: «Чудо», Эгле Вертелите
- Лучший режиссёр: Эгле Вертелите («Чудо»)
- Лучший сценарий: Эгле Вертелите («Чудо»)
- Лучший актёр: Гедрюс Савицкас («Три миллиона евро»)
- Лучшая актриса: Эгле Микулените («Чудо»)
- Лучший композитор: Альберто Лусендо («Удивительные неудачники. Другая планета»)

## Церемония 2020
- Лучший фильм: 2019 — «Пережить лето», Мария Кавтарадзе; 2020 — «Новая Литва», Каролис Каупинис
- Лучший режиссёр: Каролис Каупинис («Новая Литва»)
- Лучший сценарий: Каролис Каупинис («Новая Литва»)
- Лучший актёр: Валентин Новопольский («Олег»)
- Лучшая актриса: Индре Паткаускайте («Пережить лето»)
- Лучший композитор: Агне Матулевичюте, Домас Струпинскас («Исаак»)

## Церемония 2022
- Лучший фильм: «Пилигримы», Лауринас Барейша
- Лучший режиссёр: Лауринас Барейша («Пилигримы»)
- Лучший сценарий: Лауринас Барейша («Пилигримы»)
- Лучший актёр: Гедрюс Киела («Пилигримы»)
- Лучшая актриса: Жигиманте Елена Якштайте («Бегунья»)
- Лучший композитор: Лина Лапелите («Люди, которых мы знаем»)